# GeoCities
GeoCities war ein 1994 gegründeter, 1999 von Yahoo aufgekaufter Freehoster, der kostenloses Webhosting anbot. Zuletzt war er bis 2019 nur noch in Japan (ausschließlich in japanischer Sprache) verfügbar, nachdem der Betrieb der US-amerikanischen Site schon 2009 eingestellt wurde. Für das Hosting mussten seit 1997 Werbefenster akzeptiert werden. 1996 bildeten 29 „Nachbarschaften“ den Webspace GeoCities.
Angeboten wurden 15 MB Speicherplatz, ein Webbaukasten für unerfahrene Benutzer und ein Dateimanager zur Erstellung und Verwaltung von Seiten und zum Hochladen von Bildern sowie ein HTML-Editor für erfahrenere Benutzer. HTML-Seiten ließen sich auch offline erstellen und mussten danach ins HTML-Fenster einkopiert werden. Alternativ war es möglich, die Seiten per FTP auf den Server hochzuladen. Zum Angebot zählte auch ein für den Administrator aufrufbarer Zugriffszähler mit Profil der Seitenbesucher.
GeoCities wurde am 26. Oktober 2009 bis auf den japanischen Ableger von Yahoo eingestellt. Probleme mit der Wirtschaftlichkeit des Projekts, sinkende Benutzerzahlen und das Gesamtniveau der Webpräsenzen (teilweise Spam oder Malware) waren dafür ausschlaggebend.
Zuletzt stellte Yahoo! Japan am 31. März 2019 seinen Betrieb ein.

## Archivierungsprojekte
GeoCities wurde teilweise vom Internet Archive archiviert; mit ReoCities wurde wenig später ein Projekt gegründet, dessen Ziel es ist, die GeoCities-Webseiten weitgehend originalgetreu beizubehalten. Weitere Projekte mit demselben Ziel sind Geocities.ws und OoCities.com.
Eine multimediale Aufbereitung des Dateisystems entsteht unter dem Titel The Deleted City.
2014 gründeten die Netzkünstler Olia Lialina und Dragan Espenschied das Geocities Research Institute und konnten ein Terabyte an GeoCities-Websites archivieren, um die Anfänge des Internets der 1990er-Jahre zu dokumentieren und für Forschungen zu verwenden. Mit One Terabyte of Kilobyte Age betreiben sie ein Tumblr-Blog, das mehrere Screenshots von alten Geocities-Seiten pro Tag automatisiert online stellt.